# Роскошненский сельский совет (Лутугинский район)
Роскошнянский сельский совет (укр. Розкішнянська сільська рада) — входит в состав
Лутугинского района
Луганской области
Украины.

## Населённые пункты совета
- с. Роскошное

## Адрес сельсовета
92013, Луганська обл., Лутугинський р-н, с. Розкішне, вул. Леніна, 110; тел. 91-1-45  (укр.)